# Bluffin
Bluffin – singel Liamoo, wydany 26 lutego 2022 nakładem Giant Records. 
Utwór napisali oraz skomponowali Ali Jammali, Dino Medanhodzic, Jimmy Thörnfeldt oraz Sami Rekik.
Singel dotarł do 8. miejsca na oficjalnej szwedzkiej liście sprzedaży.

## Lista utworów
- Digital download[1]

1. „Bluffin” – 2:59
2. „Dark” – 2:50

## Notowania
| Kraj    | Notowanie (2022)  | Najwyższa pozycja |
| ------- | ----------------- | ----------------- |
| Szwecja | Sverigetopplistan | 8                 |